# Reconquête d'Oran et de Mers el-Kébir (1790-92)
Pour les articles homonymes, voir Siège d'Oran et de Mers el-Kébir.
Conflits algéro-hispaniques
La reconquête d'Oran et de Mers el-Kébir, désigne le siège de la ville d'Oran qui a lieu de 1790 à 1792 et les tractations diplomatiques qui aboutissent à la restitution des deux places à la régence d'Alger, mettant un terme à presque trois siècles de contentieux algéro-hispaniques. Un des principaux artisans de cette reprise d'Oran et de Mers el-Kébir est le bey de Mascara, Mohamed el Kebir devenu célèbre par ce fait d'armes.

## Contexte diplomatique
La ville d'Oran sous domination espagnole est une préoccupation de la cour d'Espagne. Au XVIIIe siècle la politique de résistance populaire des Algériens à la présence espagnole et l'hostilité du beylik de l'Ouest créent un climat d’insécurité permanent autour d'Oran et de Mers el-Kébir. Selon l'historien espagnol M. Conrotte, parmi les villes sous domination espagnole, celle d'Oran est celle qui a causé le plus de soucis et de préoccupations à la cour d'Espagne au XVIIIe siècle.
Les Espagnols balancent entre deux impératifs au XVIIIe siècle: la préservation de leur préside et la gestion des traités de paix fragiles avec Alger,
La reprise des deux places s'inscrit dans les tractations algéro-hispaniques ayant lieu depuis 1785 pour aboutir à un traité de paix durable. Le sort de Mers el-Kébir et Oran, des « Maures de paix » (membre de tribus locales travaillant à Oran), du blocus terrestre permanent qu'exerce la régence sur ces possessions espagnoles passent dans un premier temps au second plan aux yeux du dey d'Alger, Mohamed Ben Othmane. Si ce dernier garde le projet de reconquête de ces places fortes à terme, il veut dans un premier temps conclure rapidement un traité pour toucher les indemnités de guerre promises par la couronne d'Espagne pour les expéditions de 1775, 1783 et 1784 sur Alger et qui se sont toutes soldées par des échecs. Il cherche donc dans un premier temps le maintien du statu quo qui lui est favorable.
Dans cette période précédant 1790, divers traités sont conclus avec le gouvernement d'Alger, dont à partir de 1786, directement une convention pour l’arrêt des hostilités avec le bey Mohamed el Kebir. L'amiral José de Mazarredo mène des négociations (1785-1787) qui débouchent sur un accord qui est rompu en janvier 1787 par la reprise des hostilités terrestres. Un rapprochement du gouverneur d’Oran, B. Gascon avec le bey de Mascara, Mohamed el Kébir, avec notamment des facilités commerciale dans l'exportation du blé algérien par Arzew est recadré par Alger qui voit d'un mauvais œil une possibilité d'émancipation du bey. Cependant le tremblement de terre d'Oran, le 8 octobre 1790 va provoquer une véritable catastrophe diplomatique. Le gouverneur intérimaire Cumbre Hermoso fait ouvrir le feu sur une troupe beylicale venu porter secours aux Espagnols d'Oran.

## Le siège des deux places
La conjecture politique fragile tourne à l’affrontement militaire direct qui gagne en intensité. La ville d'Oran est défendue par de nombreux forts, dont le plus imposant est bordj el Marsa. Mohamed el Kebir est au fait des intrigues européennes liées à la révolution française et aux efforts de troupes que la couronne d'Espagne doit concéder pour sécuriser son territoire. En 1790 il écrit donc au dey d'Alger pour solliciter l'autorisation de lancer la guerre sainte contre les Espagnols. Les marabouts jouent un rôle dans la mobilisation, le bey réunit 50 000 hommes et met le siège devant Oran. 
L'Espagne est partagée entre sa volonté de ne pas céder aux menaces du bey de Mascara et celle de maintenir la paix avec Alger. Cependant les opérations militaires tournent progressivement à l'avantage du bey, et la volonté de tenir tête au bey de Mascara s’effrite peu à peu. Le représentant espagnol demande au dey une trêve le temps de consulter le conseil d’État à Madrid, afin d'étudier une proposition de cession des places. Une trêve d’un mois est accordée, à partir du 20 mars 1791. Cependant certaines garanties demandées par les Espagnols (concernant le corso et la démolition des forts espagnols) sont considérées comme une offense par Alger qui ordonne la reprise des hostilités au bey en mai 1791. Mohamed el Kebir a besoin d'une artillerie disciplinée pour battre les défenses espagnoles, le dey d'Alger dépêche donc sa mehalla en renfort. Les renforts espagnols affluent mais ils sont nettement dominés dans la bataille. 
Le décès de Mohamed Ben Othmane, le dey d'Alger et l’élection de Sidi Hassan, son Premier secrétaire d’État, au poste de dey donnent à nouveau un répit à l'Espagne. Sous le règne de ce dernier, réputé ami de l'Espagne, s'engage alors des négociations qui aboutissent avec le comte Floridablanca. Les Espagnols s'engagent alors à restituer « librement et volontairement » les deux places, les restrictions d'accès aux ports algériens sont également levées pour les marchands espagnols et ils conservent le monopole de commerce dans les deux villes restituées. La convention est signée à Alger le 12 septembre 1791, et le 12 décembre 1791 à Madrid. Le 12 février 1792, les soldats espagnols évacuent la ville. 
Hassan Pacha décore Mohamed el Kebir de l'insigne de la plume, destiné à ceux qui ont triomphé des « infidèles » et qu'aucun des prédécesseurs beys de l'ouest n'avait obtenu. Il rattache Oran à son domaine du beylik de l'ouest et le fait bey d'Oran (à la place du titre de bey de Mascara).